# مجزرة كركوك
مجزرة كركوك هي وصف الأحداث التي شهدتها كركوك بين 14 ولغاية 17 تموز عام 1959 والتي قام خلالها جنود من الفرقة الثانية من الجيش العراقي يقودهم ضابط شيوعي وأعضاء مليشيا المقاومة الشعبية التابعة للحزب الشيوعي بارتكاب مجزرة بحق المدنيين التركمان.

## أسماء الضحايا[2]

### التركمان
- 1- عطا خير الله.
- 2- إحسان خير الله.
- 3- سيد غني النقيب.
- 4- صلاح الدين أوجي.
- 5- محمد أوجي.
- 6- جاهد فخر الدین.
- 7- نور الدین عزیز.
- 8- زهي رعزت.
- 9- عثمان خضر.
- 10- حسيب علي.
- 11- أنور عباس.
- 12 - كاظم بكتاش.
- 13- جمعة قنبر.
- 14- فاتح يونس.
- 15- عبد الخالق إسماعيل.
- 16- عبد الله أحمد.
- 17- شاکر زینل.
- 18- قاسم نفطجي.
- 19- إبراهيم رمضان.
- 20- عادل عبد الحميد.
- 21- كمال عبد الصمد.
- 22- حاج نجم عبد الله.
- 23- جهاد فؤاد.
- 24- نهاد فؤاد.
- 25- أمل فؤاد.
- 26 - علي أحمد نفطجي.
- 27 – صدیق رضا صالح.

### غير التركمان
- 1- لازار إيشو (أشوري).
- 2 – إسكندر محمد (جندي).
- 3 - صديق رشيد (جندي).
- 4 – عمر عبد الله (مقاومة شعبية).